# Nueva Esperanza (Montero)
Nueva Esperanza es una localidad peruana ubicada en el distrito de Montero, perteneciente a la provincia de Ayabaca del departamento de Piura, al norte del Perú. 

## Ubicación
Nueva Esperanza se ubica al oeste de la provincia de Ayabaca, en el distrito de Montero, en el departamento de Piura.

## Demografía
En 2017 Nueva Esperanza tenía una población de 25 habitantes.
| Gráfica de evolución demográfica de Nueva Esperanza entre 1993 y 2017 |
|                                                                       |
| Fuentes: Población 1993 y 2017                                        |